# Johan Pehrsson
Johan Pehrsson, född 2 augusti 1700 i Gustafs socken, död 16 april 1756 i Stockholm, var en svensk bonde och riksdagsman.
Johan Pehrsson var son till bonden Pehr Månsson. Förutom att vara skattebonde i byn Enbacka, klockare och nämndeman var han kopparskrivare och kolkommissionär åt Falu bergslag.
Då han 1734 valdes till riksdagsman för bondeståndet kom flera bönder att hävda att han var ståndsperson, och därmed inte borde tillåtas representera bondeståndet. Även vid valet till 1740-1741 års riksdag kom hans val på samma grunder att ifrågasättas. Vid riksdagen 1755-1756 kom han att utestängas från bondeståndet, men innehade trots det en rad förtroendeuppdrag inom detsamma. Han var ledamot av lant- och sjömilitiedeputationen 1734, ledamot av bergsdeputationen 1734 och 1751-1752, ledamot av sekreta deputationen 1738-1739, 1740-1741, 1746-1747 och 1751-1752, ledamot av sekreta utskottet 1742-1743, ledamot av expeditionsdeputationen 1746-1747 och ledamot av handels- och manufakturdeputationen 1751-1752.
Johan Pehrsson var mycket aktiv som riksdagsman, särskilt i frågor rörande bergsbruket. I sin politiska linje tycks han inte ha anslutit sig till någon specifik linje. 1739 stödde han mössornas linje i frågan om riksrådens licentiering, inför kriget 1741 ställde han sig på hattarnas linje, men stödde vid 1742-1743 års riksdag dalkarlarnas önskemål om kronprins Fredrik som tronföljare. 1746-1747 stödde han mösspartiet i motståndet mot brännvinsregalie och förvarade Olof Håkansson och Carl Fredrik Sebaldt mot hattarnas angrepp. Vid riksdagen 1751-1752 stödde han hovet. I samband med Dalupproret 1743 försökte Johan Pehrsson lugna dalkarlarna under ett möte i Leksand. Det ledde till att han misshandlades och placerades i tjuvkistan. Han försökte senare på nytt möta de upproriska för att lugna dem. Inför riksdagen 1755-1756 hade rest i Dalarna och där försökt få stöd för hovpartiet. Han hade lyckats förmå bönderna i Gagnef, Stora Tuna och Säter att välja honom som riksdagsman. I Stockholm kom dock inte hans fullmakter att godkännas, då de saknade häradshövdingens underskrifter. Kungliga rådet kom även att åtala Per Pehrsson för att ha brutit mot 1751 års placat mot sammankomster avsedda att övertala andre att ingå i visse planer och avsikter, ledande till partier och sammangaddningar, och uppmuntrat de bönder som 1755 vägrat leverera sitt kronotionde till Dalregementet.
I mars 1756 fängslades Pehr Persson för förhör. Sedan han 16 april ätit middag tillsammans med sin son i fängelset avled Pehr Persson, enligt obduktionen av slag. Rykten kom ganska snart att göra gällande att han skulle ha förgiftats. Enligt Collegium medicum fanns dock ingenting att anmärka i fråga om dödsorsaken.
Förutom sitt jordbruk i Enbacka ägde Per Pehrsson en spikhammare och var delägare i ett galmejverk.